# Línea Mito
La Línea Mito (水戸線 Mito-sen?) es un tren local en las prefecturas de Tochigi e Ibaraki, administrada por East Japan Railway Company (JR East).

## Características
La línea posee 16 estaciones, la estación 01 inicial Oyama enlaza con Tōhoku Shinkansen, Línea Utsunomiya (Línea principal Tōhoku) y Línea Ryōmō, la estación 07 Shimodate enlazada con Línea Mooka y Línea Jōsō, y la estación 16 final Tomobe enlaza con la Línea Jōban.
La Línea Mito es una vía férrea de 50,2 km electrificada. Todos los trenes paran en cada estación.

## Estaciones
Pista: Los trenes pueden pasar uno a otro en las estaciones marcadas con "◇" y "∨" y no pueden pasar en las estaciones marcadas con "|".
| N.º | Estación     | Nombre japonés | Distancia (km)   | Distancia (km) | Transferencias                                                          | Pista | Localización | Localización |
| N.º | Estación     | Nombre japonés | Entre estaciones | Total          | Transferencias                                                          | Pista | Localización | Localización |
| --- | ------------ | -------------- | ---------------- | -------------- | ----------------------------------------------------------------------- | ----- | ------------ | ------------ |
| 01  | Oyama        | 小山           | 0                | 0              | Tōhoku Shinkansen Línea Utsunomiya (Línea principal Tōhoku) Línea Ryōmō | ∨     | Oyama        | Tochigi      |
| 02  | Otabayashi   | 小田林         | 4.9              | 4.9            |                                                                         | ｜    | Yūki         | Ibaraki      |
| 03  | Yūki         | 結城           | 1.7              | 6.6            |                                                                         | ◇     | Yūki         | Ibaraki      |
| 04  | Higashi-Yūki | 東結城         | 1.7              | 8.3            |                                                                         | ｜    | Yūki         | Ibaraki      |
| 05  | Kawashima    | 川島           | 2.1              | 10.4           |                                                                         | ◇     | Chikusei     | Ibaraki      |
| 06  | Tamado       | 玉戸           | 2.1              | 12.5           |                                                                         | ｜    | Chikusei     | Ibaraki      |
| 07  | Shimodate    | 下館           | 3.7              | 16.2           | Línea Mooka Línea Jōsō                                                  | ◇     | Chikusei     | Ibaraki      |
| 08  | Niihari      | 新治           | 6.1              | 22.3           |                                                                         | ◇     | Chikusei     | Ibaraki      |
| 09  | Yamato       | 大和           | 3.6              | 25.9           |                                                                         | ｜    | Sakuragawa   | Ibaraki      |
| 10  | Iwase        | 岩瀬           | 3.7              | 29.6           |                                                                         | ◇     | Sakuragawa   | Ibaraki      |
| 11  | Haguro       | 羽黒           | 3.2              | 32.8           |                                                                         | ◇     | Sakuragawa   | Ibaraki      |
| 12  | Fukuhara     | 福原           | 4.2              | 37.0           |                                                                         | ◇     | Kasama       | Ibaraki      |
| 13  | Inada        | 稲田           | 3.1              | 40.1           |                                                                         | ◇     | Kasama       | Ibaraki      |
| 14  | Kasama       | 笠間           | 3.2              | 43.3           |                                                                         | ◇     | Kasama       | Ibaraki      |
| 15  | Shishido     | 宍戸           | 5.2              | 48.5           |                                                                         | ｜    | Kasama       | Ibaraki      |
| 16  | Tomobe       | 友部           | 1.7              | 50.2           | Línea Jōban (Algunos trenes prestan servicio hasta la Estación Mito)    | ◇     | Kasama       | Ibaraki      |

## Antecedentes
Mito Railway Co. abrió la línea el 16 de enero de 1889 que funcionaba entre las estaciones Oyama y Mito. El 1 de marzo de 1892, la Mito Railway Co. se fusionó en Nippon Railway. En 1895, la Línea Jōban abierta por Nippon Railway, ensambla con la Línea Mito en la Estación Tomobe.  La compañía fue nacionalizada en 1906 y quedó bajo control de Japanese Government Railways. 
El 12 de octubre de 1909, Japanese Government Railways cambió el tramo de la Estación Tomobe a la Estación Mito como parte de la Línea Jōban, dando por resultado la actual Línea Mito es la vía férrea entre Oyama y Tomobe.

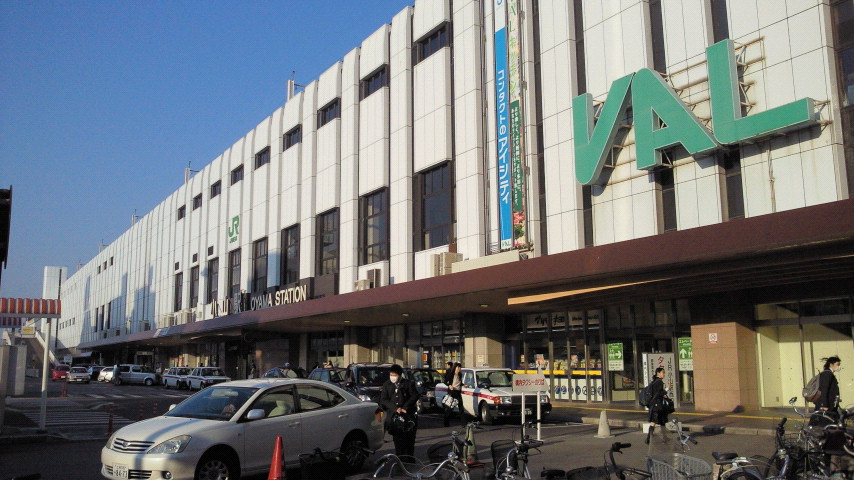
Estación Oyama

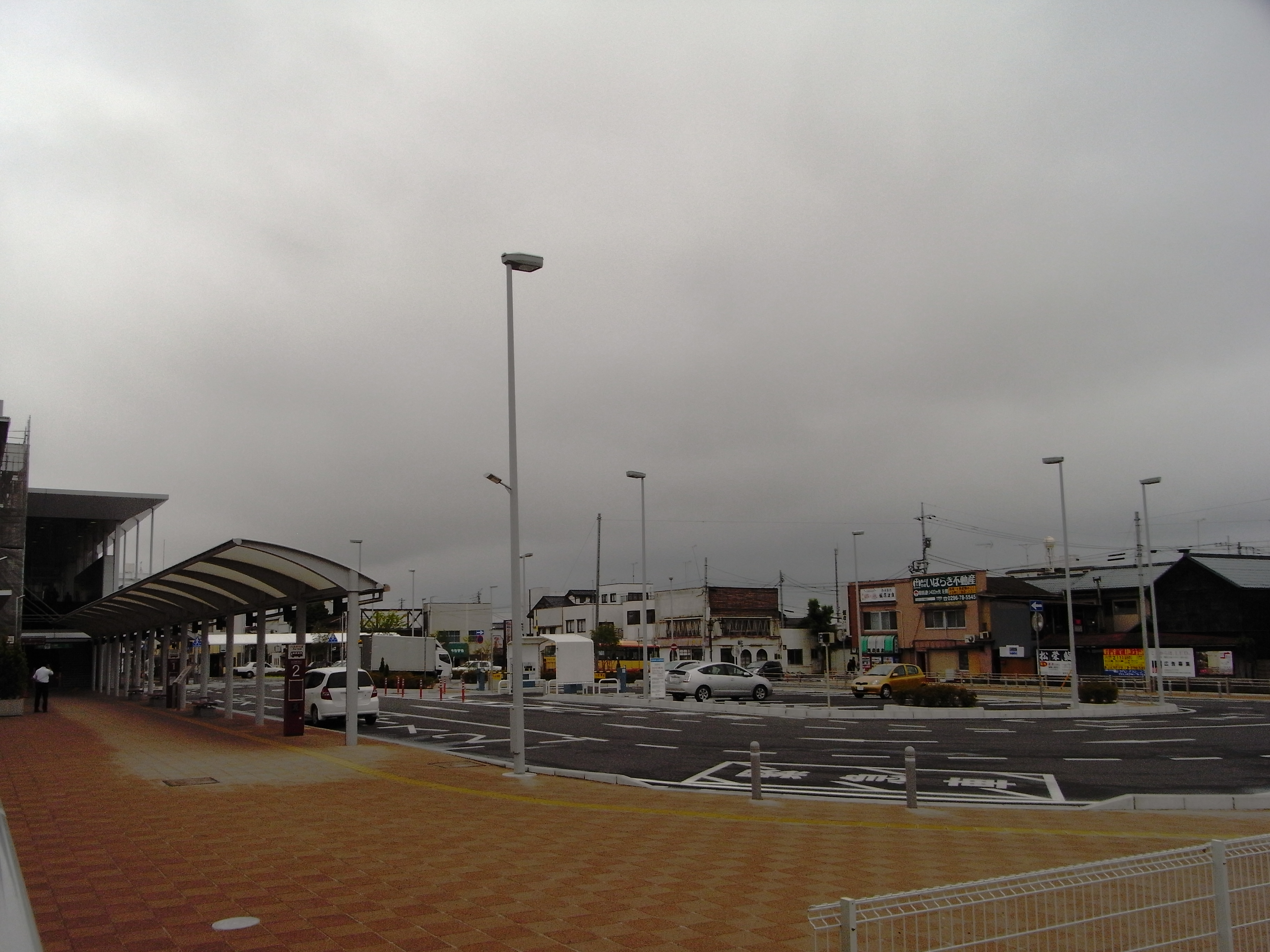
Estación Tomobe